# Victor Spielmann
Pour les articles homonymes, voir Spielmann.
Victor Spielmann, né à Bergheim (Haut-Rhin) le 10 novembre 1866 et mort à Alger le 12 janvier 1943, est un journaliste français actif en Algérie à l'époque coloniale.
Membre du Parti communiste avant d'en être exclu, et proche de l'émir Khaled, l'historien Gilbert Meynier le décrit comme « un Européen d'Algérie révolté contre l'injustice coloniale ».

## Publications
- Une page d'histoire algérienne et la Question indigène en 1922, Alger, Impr. du prolétariat, 1922, 22 p. (BNF 34136028) ; rééd. 1930 (BNF 34136029).
- La Question indigène en Algérie, vol. II : Critiques et commentaires de l'étude du problème de l'entente et de la coopération des races, Alger, Impr. du prolétariat, 1923, 26 p. (BNF 31393744).
- Les Grands domaines nord-africains : Comment et pourquoi on colonise, Alger, Éditions du Trait-d'union, 1928, 112 p. (BNF 31393742).
- Colonisation et question indigène en Algérie, Alger, Impr. du prolétariat, 1930, 22 p. (BNF 31393738) :
  - Ire partie : Critique du rapport Vallet sur la colonisation de 1830 à 1921.
  - IIe partie : Les terrains Arch, commentaires sur le rapport Mercier Vallet.
- Documentaire : Les événements de Palestine vus par un Nord-Africain, Alger, Éditions du Trait-d'union, 1930, 112 p. (BNF 31393739).
- En Algérie : Le centenaire au point de vue indigène, Alger, Éditions du Trait-d'union, 29 décembre 1930, 31 p. (BNF 34136237, lire en ligne).
- L'Expropriation des Ouled-Dieb par M. Barris du Penher, vice-président du Conseil supérieur de l'Algérie, Alger, Éditions du Trait-d'union, 1930, 23 p. (BNF 32642326).
- La tribu des Hachem : Expropriation de 50.000 hectares de terre ou Un aspect de la propriété indigène, Paris, Groupe de propagande par la brochure, coll. « La Brochure mensuelle » (no 108), 1931, 25 p. (BNF 35952839, lire en ligne).
- Les Grands problèmes algériens : Le droit à la cité algérienne, Alger, Éditions du Trait-d'union, 1934, 32 p. (BNF 31393743).
- Les Événements de Constantine et le problème indigène algérien, Alger, Éditions du Trait-d'union, 1935, 56 p. (BNF 31393741).
- L'Émir Khaled, son action politique et sociale en Algérie de 1920 à 1923 : Un aspect de la question indigène algérienne, Alger, Éditions du Trait-d'union, 1938, 34 p..